# José Nascimento Leão de Melo
José Nascimento Leão (Arapiraca,  25 de dezembro de 1925 - Maceió,  25 de abril de 2009) foi um agropecuarista e político brasileiro.

## Biografia

### Primeiros anos
Nascimento Leão, nasceu em 25 de dezembro de 1925 na cidade de Arapiraca, interior de Alagoas, filho de Joana Maria da Conceição e Antônio Leão de Melo.

### Política
Ingressou na vida política como candidato a vice-prefeito da cidade de Arapiraca na chapa encabeçada por Pereira Lúcio, filiado a União Democrática Nacional (UDN), onde foram derrotados.
No ano de 1978, concorreu novamente às eleições para a Prefeitura de Arapiraca na chapa formada por Nascimento Leão e Raimundo Araújo, pela Aliança Renovadora Nacional (ARENA), partido de sustentação da ditadura militar brasileira, onde novamente não obtiveram êxito. Em 1982, mais uma vez concorreu a Prefeito, encabeçando a chapa junto com Severino Bananeira (PDS), onde novamente não foi eleito.
Em 1986, após o fim da ditadura, filiou-se ao Partido da Frente Liberal (PFL), sendo eleito deputado estadual de Alagoas com 10.719 votos. Filiado ao Partido Trabalhista Brasileiro (PTB), foi reeleito para o cargo  após receber 8.861 votos.
Mudou-se novamente de partido, filiando-se ao Partido Social Cristão (PSC), onde concorreu ao cargo de vice-governador de Alagoas na chapa encabeçada por Pedro Vieira (PP), porém foram derrotados por Divaldo Suruagy do Partido do Movimento Democrático Brasileiro (PMDB).
Já em 2000, pelo filiado ao Partido Progressista Brasileiro (PPB), foi eleito vereador em Arapiraca após receber 3.343 votos.

## Vida pessoal
Foi casado com Herbene Melo, que foi vereadora de Arapiraca. Juntos o casal tiveram três filhos.

## Morte
Após alguns dia internados na Unidade de terapia intensiva (UTI), da Santa Casa de Misericórdia de Maceió no dia 25 de abril de 2009, Nascimento veio a óbito.